# Óptica no lineal
La óptica no lineal (ONL) es una rama de la óptica. La ONL describe el comportamiento de las interacciones material-luz donde no se puede aplicar el principio de superposición. Por lo general, se describe mediante una respuesta de polarización P ante un campo electromagnético E. Para poder observar el efecto no lineal (NL) se requieren campos muy intensos (comparables a los campos eléctricos intra-atómicos, de alrededor 108 V/m) como los que se obtienen por fuentes láser. 
Por ello, las primeras observaciones de fenómenos de ONL coinciden con la construcción del primer láser. Por ejemplo, Peter Franken y sus colaboradores de la Universidad de Míchigan informaron por primera vez el fenómeno NL de generación del segundo armónico óptico en 1961. Observaron la obtención de un haz verde procedente de una  muestra de cuarzo que era irradiada con luz infrarroja emanada por un láser de rubí. 

## Características
La respuesta óptica no lineal es bien conocida en dispositivos electrónicos fabricados con semiconductores. Basta imaginarse un resorte. En cierto intervalo de su elongación, este responde linealmente al efecto de una fuerza, siguiendo la conocida ley de Hooke. El muelle ejerce otra fuerza de sentido contrario a la que provoca esa elongación. Si esa fuerza desaparece, el muelle vuelve a su tamaño original. Sin embargo, llega el momento en el que la fuerza es tan grande, que el muelle se deforma permanentemente o incluso se rompe. En ese momento, el muelle deja de comportarse linealmente.
Cuando una señal sinusoidal es transferida de una entrada a una salida de un elemento no lineal, esta señal deja de ser sinusoidal y se convierte en una función compuesta.
Los elementos ópticos transparentes normalmente se comportan como transmisores lineales. Así, cuando una luz monocromática de baja intensidad los atraviesa, los transmite proporcionalmente a su intensidad. Sin embargo, cuando la intensidad de la luz es muy grande (e.g. cuando se emplea un láser), el material empieza a exhibir efectos ópticos no lineales.
La generación de armónicos ópticos es deseable muchas veces. Algunos materiales como el KDP, el ADP, el LiNbO3, el KTP, exhiben el efecto no lineal con relativo bajo nivel de irradiación. Los cristales de KDP más grandes del mundo se emplean actualmente en el LLNL en el proyecto de fusión por confinamiento inercial, mediante láser. En este proyecto, se emplea un sistema MOPA (Master oscillator power amplifier) de láser Nd-YAG y ND:vidrio trabajando en su línea fundamental de 1,06 micras. En el final de esa cadena hay varios cristales de KDP de unos 45 cm de diámetro que transforman ese haz infrarrojo en un haz verde de 532 nm.
Por supuestos la generación de armónicos no es exclusiva de los materiales inorgánicos. Compuestos orgánicos con estructura de azobenceno también pueden presentar la generación de armónicos
. Sin embargo, estos materiales suelen presentar problemas de estabilidad térmica, por lo que los efectos ópticos no lineales se pierden con el tiempo.

## Procesos ópticos no lineales
La óptica no lineal explica la respuesta no lineal de propiedades como la frecuencia, la polarización, la fase o la trayectoria de la luz incidente. Estas interacciones no lineales dan lugar a multitud de fenómenos ópticos, entre los que se cuentan los siguientes:

### Procesos de mezclado de frecuencias
- Generación de segundo armónico (SHG), o doblamiento de frecuencia. Consiste de producir haces láser con el doble de frecuencia (la mitad de la longitud de onda) de un haz láser original. Así, dos fotones conforman a nuevo fotón con el doble de la frecuencia original.
- Generación del tercer armónico (THG). Consiste de la generación de luz láser con el triple de frecuencia (un tercio de la longitud de onda) del haz original de excitación. En este caso, tres fotones se convierten en un único fotón con el triple de frecuencia original.
- Rectificación óptica,  es la generación  de campos eléctricos  cuasi-estáticos.
- Generación de armónicos de orden superior (HHG), generación de luz con frecuencias mucho más altas que la de la luz original (en general 100 a 1000 veces mayor).
- Generación de frecuencias suma (SFG), generación de luz con una frecuencia que es la suma de dos frecuencias (SHG es un caso especial de este caso).
- Generación a frecuencia diferencia (DFG), generación de luz con una frecuencia que es la diferencia entre dos frecuencias dadas.
- Amplificación paramétrica óptica (OPA), amplificación de una señal de entrada en presencia de una onda de bombeo de alta frecuencia, y a la vez generando una onda idler (puede ser considerado un caso de DFG).
- Oscilación óptica paramétrica (OPO), generación de una señal y onda idler usando un amplificador paramétrico en un resonador (sin señal de entrada).
- Generación óptica paramétrica (OPG), similar a oscilaciones paramétricas pero sin un resonador, en cambio utilizando una ganancia muy elevada.
- Generación de media armónica, caso especial de OPO o OPG cuando la señal y la idler degeneran en una sola frecuencia,
- Conversión descendente paramétrica espontánea (SPDC), la amplificación de fluctuaciones de vacío en el régimen de baja ganancia.
- Rectificación óptica (OR), generación de campos eléctricos cuasi estáticos.
- Interacción nolineal luz-materia con electrones libres y plasmas.[4][5][6][7]

### Otros procesos no lineales
- Efecto Kerr, se trata de la dependencia del índice de refracción (un efecto {\displaystyle \chi ^{(3)}}) con la intensidad del haz láser incidente.
  - Auto foco, un efecto producto del efecto Kerr óptico (y posibles no linealidades de orden superior) causado por la variación espacial en la intensidad creando una variación espacial en el índice de refracción.
  - Mode-lock mediante lente Kerr (KLM), el uso de auto foco como un mecanismo para el láser mode-lock.
  - Modulación de auto fase (SPM), un efecto del efecto Kerr óptico (y posiblemente nolinealidades de mayor orden) causado por la variación temporal en la intensidad que crea una variación temporal en el índice de refracción.
  - solitones ópticos, una solución de equilibrio sea para un pulso óptico (solitón temporal) o modo espacial (solitón espacial) que no se modifica durante su propagación a causa de un balance entre dispersión y el efecto Kerr (o sea modulación de auto fase temporal y auto foco para solitones espaciales).
  - Auto difracción, división de haces en un proceso de mezclado de ondas múltiples con transferencia de energía potencial.[8]
- Amplificación Raman[9]
- Absorción muti-fotónica, consiste en la absorción simultánea de dos o más fotones, transfiriendo su energía a un electrón único.
- Modulación de fases cruzadas (XPM), situación en la cual una longitud de onda de la luz afecta la fase de otra longitud de onda de luz mediante el efecto Kerr óptico.
- Mezclado de vuatro ondas (FWM), puede producirse a causa de otras no linealidadesd.
- Generación de onda mediante polarización cruzada (XPW), un efecto {\displaystyle \chi ^{(3)}} mediante el cual una onda con un vector de polarización perpendicular a la entrada es generado.
- Inestabilidad de modulación.[10]
- Conjugación de fase óptica.
- Dispersión etimulada de Brillouin, interacción de fotones con fonones acústicos
- Absorción por múltiples fotones, absorción siumultanea mediante dos o más fotones, transfiriendo la energía a un solo electrón
- Fotoionización, remoción casi simultánea de varios electrones adosados mediante un fotón.
- Caos en sistemas ópticos.

### Procesos relacionados
En estos procesos, el medio posee una respuesta lineal frente a la luz, pero las propiedades del medio son afectadas por otras causas:
- Efecto Pockels, el índice de refracción es afectado por un campo eléctrico estático; usado en moduladores electro-ópticos.
- Acusto óptica, el índice de refracción es afectado por ondas acústicas (ultrasonido); usado en moduladores acusto-ópticos.
- Dispersión Raman, interacción de fotones con fonones ópticos.

## Procesos paramétricos
Los efectos no lineales se dividen en dos categorías cualitativamente diferentes, efectos paramétricos y efectos no paramétricos.  Una no linealidad paramétrica es una interacción en la que el estado cuántico del material no lineal no cambia por la interacción con el campo óptico.  Como consecuencia de ello, el proceso es "instantáneo". La energía y el momento se conservan en el campo óptico, lo que hace que el ajuste de fase sea importante y dependa de la polarización.

### Teoría
Fenómenos ópticos nolineales paramétricos e "instantáneos" (o sea el material debe ser sin pérdidas y sin dispersión a través de las relaciones de Kramers–Kronig), en los cuales los campos ópticos no son demasiado grandes, pueden ser descriptos mediante una expansión en serie de Taylor de la densidad de polarización dieléctrica (momento de dipolo eléctrico por unidad de volumen) P(t) al tiempo t en función del campo eléctrico E(t):
{\displaystyle \mathbf {P} (t)=\varepsilon _{0}\left(\chi ^{(1)}\mathbf {E} (t)+\chi ^{(2)}\mathbf {E} ^{2}(t)+\chi ^{(3)}\mathbf {E} ^{3}(t)+\ldots \right),}
donde los coeficientes χ(n) son las susceptibilidades eléctricas de orden n del medio, y la presencia de tal término es generalmente indicada como un no linealidad de orden n.  Notar que la densidad de polarización P(t) y el campo eléctrico E(t) son considerados escalares para simplificar el tratamiento. En general, χ(n) es un tensor de rango  (n + 1) representing both the polarization-dependent nature of the parametric interaction and the symmetries (or lack) of the nonlinear material.

#### Ecuación de onda en un material no lineal
Para el estudio de las ondas electromagnéticas es esencial recurrir a la ecuación de onda.  Comenzando con las ecuaciones de Maxwell en un espacio isotrópico, que no contiene cargas libres, se tiene que
{\displaystyle \nabla \times \nabla \times \mathbf {E} +{\frac {n^{2}}{c^{2}}}{\frac {\partial ^{2}}{\partial t^{2}}}\mathbf {E} =-{\frac {1}{\varepsilon _{0}c^{2}}}{\frac {\partial ^{2}}{\partial t^{2}}}\mathbf {P} ^{\text{NL}},}
donde PNL es la parte no lineal de la densidad de polarización, y n es el índice de refracción, que proviene del término lineal en P.
Note que normalmente se puede usar la identidad vectorial
{\displaystyle \nabla \times \left(\nabla \times \mathbf {V} \right)=\nabla \left(\nabla \cdot \mathbf {V} \right)-\nabla ^{2}\mathbf {V} }
y la ley de Gauss (suponiendo no hay cargas libres, {\displaystyle \rho _{\text{free}}=0}),
{\displaystyle \nabla \cdot \mathbf {D} =0,}
para obtener la ecuación de onda más familiar
{\displaystyle \nabla ^{2}\mathbf {E} -{\frac {n^{2}}{c^{2}}}{\frac {\partial ^{2}}{\partial t^{2}}}\mathbf {E} =0.}
Para un medio no lineal, la ley de Gauss no implica que la identidad 
{\displaystyle \nabla \cdot \mathbf {E} =0}
es cierta en general, aún para un medio isotrópico. Sin embargo, aún cuando este término no es nulo, a menudo es suficientemente pequeño y por lo tanto en la práctica por lo general es ignorado, lo cual conduce a la ecuación de inda estánda no lineal:
{\displaystyle \nabla ^{2}\mathbf {E} -{\frac {n^{2}}{c^{2}}}{\frac {\partial ^{2}}{\partial t^{2}}}\mathbf {E} ={\frac {1}{\varepsilon _{0}c^{2}}}{\frac {\partial ^{2}}{\partial t^{2}}}\mathbf {P} ^{\text{NL}}.}

## Mezcla de frecuencias de orden superior

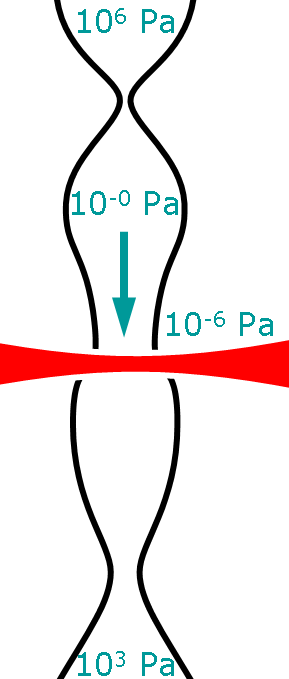
Armónicas supersónicas de alta frecuencia.

Lo anterior es válido para procesos {\displaystyle \chi ^{(2)}}. Puede extenderse para procesos en los que {\displaystyle \chi ^{(3)}} es distinto de cero, algo que generalmente es cierto en cualquier medio sin ninguna restricción de simetría; en particular, la mezcla de frecuencias de suma o diferencia mejorada resonantemente en los gases se utiliza con frecuencia para la generación de luz ultravioleta extrema o "vacío". En escenarios comunes, como la mezcla en gases diluidos, la no linealidad es débil y por ello los haces de luz están enfocados lo que, a diferencia de la aproximación de onda plana utilizada anteriormente, introduce un desplazamiento de fase pi en cada haz de luz, complicando los requisitos de ajuste de fase. Convenientemente, la mezcla de frecuencias de diferencia con {\displaystyle \chi ^{(3)}} cancela este desplazamiento de fase focal y a menudo tiene una condición de coincidencia de fase global casi auto-cancelada, lo que simplifica relativamente la sintonización de longitudes de onda amplias en comparación con la generación de frecuencias de suma. En {\displaystyle \chi ^{(3)}} las cuatro frecuencias se mezclan simultáneamente, a diferencia de la mezcla secuencial a través de dos procesos de {\displaystyle \chi ^{(2)}}.
El efecto Kerr también puede describirse como un {\displaystyle \chi ^{(3)}}.  A altas potencias de pico, el efecto Kerr puede causar la filamentación de la luz en el aire, en la que la luz viaja sin dispersión ni divergencia en una guía de ondas autogenerada. Incluso a intensidades altas, la serie de Taylor, que llevaba el dominio de los órdenes inferiores, ya no converge y en su lugar se utiliza un modelo basado en el tiempo. Cuando un átomo de gas noble es golpeado por un pulso láser intenso, que tiene una fuerza de campo eléctrico comparable al campo de Coulomb del átomo, el electrón más externo puede ser ionizado del átomo. Una vez liberado, el electrón puede ser acelerado por el campo eléctrico de la luz, primero alejándose del ion y luego volviendo hacia él cuando el campo cambia de dirección. El electrón puede entonces recombinarse con el ion, liberando su energía en forma de fotón. La luz se emite en cada pico del campo de luz láser que sea lo suficientemente intenso, produciendo una serie de destellos de luz de attosegundo. Las energías de los fotones generadas por este proceso pueden sobrepasar el orden armónico 800 hasta unos pocos KeV. Esto se llama Generación de armónicos de alto orden. El láser debe estar polarizado linealmente, para que el electrón vuelva a la proximidad del ion padre. La generación de armónicos de alto orden se ha observado en chorros de gases nobles, celdas y guías de ondas capilares llenas de gas.